# Лейди Гага
Стефани Джоан Анджелина Джерманота (на английски: Stefani Joanne Angelina Germanotta), известна със сценичното си име Лейди Гага, е американска певица и автор на песни, актриса, модел, продуцент, активист, филантроп, бизнесдама. Позната е с провокативните си песни и музикални видеа, отличителната си, ексцентрична визия, както и големия брой музикални жанрове, които певицата може да изпълнява.
Започва кариерата си с участия в училищни пиеси и малки концерти в клубове в Ню Йорк. Експериментирала е с почти всички жанрове музика, сред които поп, рок, джаз, кънтри, хевиметъл. Участвала е в редица телевизионни предавания, сериали и филми. Продажбите на албумите ѝ са над 70 милиона в световен мащаб, а тези на синглите ѝ – повече от 300 милиона, което я прави един от най-продаваните музиканти на всички времена.
Сред постиженията ѝ са 14 награди „Грами“, 1 награда „Оскар“, 2 награди „Златен глобус“, няколко рекорда на Гинес, 3 Британски музикални награди, както и отличия от Залата на славата на авторите на песни, Гилдията на модните дизайнери в САЩ и редица организации и комитети, оценяващи актьорско майсторство. Получава признания от „Билборд“, „Форбс“, VH1, „Тайм“ и други. Занимава се и с благотворителна дейност.

## Ранни години
Родена е на 28 март 1986 г. в Ню Йорк, в американо-италианско семейство. Майка ѝ се казва Синтия, а баща ѝ – Джо (той е интернет предприемач), също така има и по-малка сестра – Натали. От малка Стефани се увлича по музиката, театъра – свири на пиано от четиригодишна и изучава музикално изкуство от първите си училищни години. Тогава решава да се занимава с музика и пеене. Още като съвсем малка записва на детския си касетофон свои изпълнения на парчета на Майкъл Джексън и Синди Лоупър, или танцува в прегръдките на баща си под звуците на The Rolling Stones, Queen или The Beatles. „Винаги съм обичала да се забавлявам, бях шокираща и превзета още от малка, такава съм и сега. Просто шоуто е в кръвта ми“, признава по-късно Гага.
Завършва частното девическо католическо училище в Ню Йорк „Манастир на Светото сърце“, в което е учила и Парис Хилтън. Когато става на 19, Стефани прави сделка с баща си да напусне семейното жилище и ако до една година не подпише звукозаписен договор, да се върне в колежа. Тя се мести в Долен Истсайд, наема малък апартамент и започва работа на 3 места. Създава групата Stefani Germanotta Band и се опитва да пробие чрез изпълнения в различни барове, но скоро групата се разпада. Явява се и на много интервюта, на които ѝ казват, че има страхотен глас, но няма визия. Благодарение на обща позната се запознава с първия си продуцент – Роб Фусари (след като Гага е вече суперзвезда, той я съди за авторските права на някои от песните). В началото той е скептично настроен към нея, имайки предвид начина, по който се облича. Тя разказва, че хората от нейния блок мислели, че имат проститутка за съседка. С Фусари почти завършват първия ѝ албум, но нещата не потръгват и само след три месеца Гага е уволнена и изпада в депресия. Видеото към 'Marry the Night' е илюстрация към точно този момент от живота ѝ.
След това сключва договор като текстописец и композитор със Сони. Пише песни за Фърги, Бритни Спиърс, New Kids on the Block, Pussycat Dolls и др. Тогава изпълнителят Acon чува няколко нейни демо записи на песните Money Honey, Beautiful dirty rich и казва на шефа си, че му харесват. Благодарение на това Гага подписва договор с Interscope Records на стойност 800 000 долара, което е доста голяма сума за млад изпълнител, защото дори утвърдени имена рядко получават над 500 000. Запознава се с продуцента RedOne, с когото правят някои от най-известните ѝ песни. Така след много работа Лейди Гага пуска първия си сингъл, а именно Just Dance („Просто танцувай“). След това става международна поп сензация и една от най-успешните изпълнителки на всички времена.
За псевдонима си певицата казва: „Всъщност не се нарекох сама Гага. Продуцентът ми ми каза веднъж, че съм много театрална, когато пея и съм на сцена. Каза ми, че съм много „Ga Ga“, като песента на Queen. И че му напомням на Фреди Меркюри“.
Лейди Гага открито признава, че е бисексуална.

## Албуми

### The Fame (2008)
Тя става известна след издаването на албума The Fame („Славата“) (2008), който постига голям търговски успех и получава одобрението на критиците. Албумът достига първо място в класациите на шест страни и на класациите на Билборд за албуми денс/електронна музика. Достига и номер две в Billboard 200 в САЩ, а другаде по света е в първите 10. Първият сингъл от албума е Just Dance („Просто танцувай“). Заглавието на този сингъл отпраща към песента на Дейвид Боуи Let's dance („Нека танцуваме“), и е показателно за това, че Лейди Гага се влияе от Бауи. Песента става световен хит, оглавявайки класациите в много държави. Poker Face („Безизразно лице“) е дори по-успешна песен. Става номер едно в над 30 страни и е обявена за втората най-значима песен на десетилетието. Paparazzi („Папараци“) е третият сингъл. Отново световен хит, Гага предизвиква фурор на Видео музикалните награди на MTV, изпълнявайки песента и висейки над сцената в края на изпълнението, обляна в кръв. Албумът получава главно положителни критики и печели 2 награди „Грами“. Продадени са около 20 милиона копия.

### The Fame Monster (2009)
С подобен успех е следващият ѝ албум – The Fame Monster („Славата чудовище“) (2009). Първоначално планиран като продължение на The Fame, албумът е пуснат самостоятелно. Гага отново се сработва чудесно с RedOne. Като първи сингли излизат тоталните хитове Bad Romance (Лош романс) – може би най-големият хит на изпълнителката, видеото печели 9 Видео музикални награди и е гледано над 1,1 милиарда пъти в интернет, самата песен печели множество статуетки за песен на годината, Telephone (Телефон) – с участието на Бионсе, видеото към песента представлява 9-минутен филм, който проследява събитията, случили се след тези в Paparazzi, в режисирането се намесва самата Гага, и Alejandro (Алехандро). Благодарение на смесицата между електронна музика, поп от най-висока класа и невероятните вокали на Гага, албумът покорява многобройни класации. Получава главно положителни критики. За него певицата печели 3 награди Грами. Продадени са около 6 милиона копия.

### Born This Way (2011)
Нейният трети студиен албум Born This Way излиза през 2011 г., представен на 23 май. Той е продаден в над 1 милион копия само за една седмица в САЩ и още милиони в целия свят, което го прави един от най-продаваните албуми за последните 30 години. Първият сингъл от албума, който се казва по същия начин – Born This Way („Родена по този начин“), и става най-бързо сваляната песен в историята – iTunes с над 1 милион сваляния за 5 дни. На 16 февруари Billboard съобщава, че песента е счупила няколко рекорда за продажби. Тя е №1 в продължение на 6 седмици. Judas („Юда“) е вторият сингъл от албума. Песента предизвиква бурни реакции заради библейското съдържание, но и същевременно постига голям успех. Във видеото Гага играе ролята на Мария Магдалена, а апостолите са представени като рокери с мотори. Останалите сингли са The Edge of Glory („Ръбът на славата“), You and I („Ти и аз“), в чието видео певицата се превъплъщава в ролята на русалка. Интересен факт е че по време на снимките на видеото, Гага се запознава с годеника си, актьорът Тейлър Кини. Последният сингъл е Marry The Night („Брак за нощта“). Гага споделя, че това е любимата ѝ песен от албума. Видеото разказва за преживяванията на певицата в деня, когато е уволнена от първата си звукозаписна компания. Издадени са общо 5 сингъла, въпреки че желанието на певицата е било да издаде само 4 сингъла, като вместо Judas смятала да клипира Scheisse. Албумът получава главно положителни критики, често е наричан най-добрия ѝ и е номиниран за три награди Грами. Продадени са около 8 милиона копия.

### ARTPOP (2013)
Четвъртият албум на певицата – ARTPOP е на пазара от 11 ноември 2013 г., първият сингъл е Applause, пуснат преждевременно поради изтичане на части от песента в интернет. Въпреки внезапното си пускане и липсата на почти всякаква реклама песента става номер едно по продажби в 42 страни, сред които и България, и става третият най-успешен радио сингъл на певицата. Първоначално за втори сингъл е обявена песента Venus (Венера), видеото е готово, но седмица преди официалното пускане звукозаписната компания сменя решението си и втори сингъл става Do what u want (Прави каквото искаш) с участието на Р. Кели, но клипът към песента така и не се появява. Официално обяснение няма, въпреки това има секундни откъси, изтекли в интернет. След близо шестмесечно затишие се появява третият сингъл G.U.Y (Gurl Uner You) (Момичето под теб). Заедно със сингъла се появява и АРТПОП – филмът, който съдържа в себе си песните ARTPOP, Venus и G.U.Y и представя живота на звездата през 2013 г., когато тя бива предадена от много хора и разбира, че е използвана дори от най-близките си. Към албума е пусната и специална мобилна апликация, но тя така и не е доразвита. АРТПОП се смята за най-слабия албум на певицата. Получава смесени критики и губи позиции в чартовете много бързо. Основни причини за това са внезапната раздяла на певицата с дългогодишния ѝ мениджър Трой Картър, което причинява необратим хаос. Липсата на рекламна стратегия, също оказва своето влияние. Не е за пренебрегване и фактът, че Гага не работи по този албум с продуценти като РедУан и Фернандо Гарибай, с които е създала някои от най-големите си хитове. Певицата сравнява албума със синтетично създадена в лаборатория киселина, която е имала за цел да ѝ помогне да преодолее депресията, породена от преждевременното прекратяване на третото ѝ световно турне и проблемите с мениджмънта. По официални данни се планира втора част на албума. Продадени са около 3 милиона копия.

### Cheek to Cheek (2014)
На 23 септември 2014 г. излиза съвместният джаз албум на певицата и Тони Бенет, наречен Cheek to Cheek („Ръка за ръка“). Идеята за албума се ражда, когато Бенет се среща с Гага на благотворително събитие и остава изумен от вокалните ѝ способности. Той не се поколебава и предлага да работят заедно по общ албум. Това не е първият път, в който двамата влизат заедно в студиото. През 2011 година излиза техен дует, включен в албум на Бенет. Гага споделя, че пее джаз музика, откакто е на 13, но това било нещо като тайна и Тони бил първият човек, който разбрал. За работата си двамата споделят, че всичко се случвало много органично, без излишни спорове. За записите специално е нает музикантски състав, за да звучи музиката колкото се може по-натурално. Бенет добавя, че след този албум Гага ще стане по-велика от Елвис. Качеството на албума изненадва всички. В първата си седмица застава на първо място в чарта за албуми, така Тони Бенет става най-възрастният човек в историята, който има номер едно албум, а Гага първата жена от новото десетилетие с три номер едно албума. Критици и фенове са много впечатлени. Cheek to Cheek получава награда Грами. Гага споделя, че това няма да е последният ѝ джаз проект.

### Joanne (2016)
Петият студиен албум на Лейди Гага, обявен за 2016 година на церемонията на Оскарите, излиза на пазара на 21 октомври 2016 г. Певицата работи с композитори и продуценти като БлъдПоп, Марк Ронсън (продуцирал хита „Uptown Funk“), РедУан. Албумът получава главно положителни ревюта от критиците. Първата седмица на пазара албума е продал 201 000 копия в САЩ, който го изстрелват на първа позиция в Billboard Hot 200. Също така албумът е вторият най-успешен дебют за 2016 г. по продажби за 1 седмица, на първо място се класира албумът на Бионсе – Lemonade. Billboard отбеляза, че Лейди Гага е първият музикант това десетилетие чийто албуми са били на 1 място в класацията на „Билборд“ (Born this way, ARTPOP, Cheek to Cheek, Joanne). На втората седмица албума слиза на 5-о място с продадени 60 000 копия.

### Chromatica (2020)
Певицата описва албума като напомняне за нейната „безгранична любов към електронната музика“ и включва песни, дело на продуцентите БлъдПоп, Бърнс, Аксуел и Тчами. Проектът засяга теми като психичното здраве, изцеряващата сила на музиката и намирането на щастие след редица перипетии. Chromatica включва колаборации с Ариана Гранде, Блакпинк и Елтън Джон. Значима тема за албума е способността да се усещаш щастлив, дори когато преминаваш през трудности и изпитваш тъга.

## Сценични изпълнения
В началото на кариерата си Лейди Гага организира две световни турнета – The Fame Ball (2008-2009) и The Monster Ball (2009-2011), които имат голям успех. The Monster Ball събира приходи 238 милиона долара, въпреки трудностите в началото, когато Гага банкрутира заради скъпите тоалети и сцена, които надвишават първоначалния бюджет. Турнето се превръща в най-печелившото турне на дебютиращ изпълнител за всички времена.
Третото ѝ турне – The Born This Way Ball (2012-2013), е също толкова успешно. Посетено е от близо два милиона души. За пръв път певицата пее и България, където на 14 август 2012 г. изнася концерт пред около 8 705 зрители в Арена Армеец в София. Продажбата на билетите е 100%, но броят зрители е ограничен заради голямото съоръжение, което сцената представлява – 5-етажен средновековен замък, който се разтваря и осветява в различни цветове в ритъма на музиката, платформа и подиум, издигнати около и пред зоната за фенове – Monster Pit. Турнето минава през шест континента и получава приходи от около 186,2 милиона долара. 22 концерта преди края Гага е принудена да прекрати изпълненията заради травма, която изисква оперативна намеса и дълъг възстановителен период. Загубите от отменените концерти се изчисляват на 29 милиона долара. Въпреки това, The Born This Way Ball Tour се нарежда до най-успешните турнета в света.
Четвъртото ѝ световно турне artRAVE: The ARTPOP Ball (2014) представлява парти върху специално изработена сцена с прозрачни подиуми, под които феновете могат да танцуват. Последният концерт от турнето в Париж е излъчен с огромен успех онлайн през платформата Yahoo!.
В края на 2014 г. Гага и Тони Бенет стартират своето световно турне в подкрепа на общия им албум Cheek To Cheek (2014), което завършва през 2015 г.
През август 2017 г. започва световната обиколка, в подкрепа на албума Joanne (2016), която преминава през Северна Америка и Европа. Всички концерти в САЩ и Канада са разпродадени на 100%, което превръща турнето в най-успешното на женски изпълнител за 2017 година. Датите на стария континент, първоначално насрочени за края на 2017 г., са преместени в началото на 2018 г., поради проблем с бедрото на Гага и нуждата ѝ от почивка, за да се възстанови безпроблемно. По-късно остатъкът от европейската обиколка на певицата е отменен.
Между 2019 и 2024 година, певицата осъществява първата от рода си серия изпълнения в Лас Вегас, в които включва два различни вида изяви – характерното за нея екстравагантно шоу, на което изпълнява най-големите си хитове и любими на феновете песни, под заглавието „Enigma“ и концерти с оркестър на живо, на които представя кавъри на велики американски джаз композиции, както и акустични версии на песни от собствената си дискография, озаглавени „Jazz & Piano“.
The Chromatica Ball (2022) е следващото самостоятелно концертно турне за Гага в подкрепа на нейния шести студиен албум, Chromatica (2020). Състои се от 20 изяви, които започват на 17 юли 2022 г. в Дюселдорф и приключват на 17 септември 2022 г. в Маями . Първоначално замислено като ограничена обиколка с едва шест концерта, в последствие биват добавени нови дати, след като неколкократно е отложено с две години поради пандемията от COVID-19.
През март 2025 г. певицата изненадващо обявява предстоящото си турне в подкрепа на последния си албум, „MAYHEM“ (2025), което ще премине през арени в Северна Америка и Европа. Гага споделя, че не е планирала да осъществи подобна обиколка, но положителната реакция към албума я мотивира да организира такава в последния момент. Преди това, през лятото Гага ще посети Мексико, Бразилия и Сингапур, където не е изнасяла концерти от повече от 10 години. За почитателите са организирани изяви в най-големите стадиони с шоу, което ще бъде представено на фестивала Кочела в Калифорния през април 2025 г.

## Филми и сериали
През октомври 2013 г. излиза филмът Machete Kills (Мачете убива) с участието на Лейди Гага, където тя се превъплъщава в ролята на едно от лицата на Хамелеона. Във филма участват още много култови актьори като Чарли Шийн, София Вергара, Мел Гибсън. Филмът не постига кой знае колко голям успех. Певицата е номинирана за Златна малинка, а критиците са на мнение, че ако бе взела по-дейно участие, лентата е щяла да бъде доста по-успешна.
През 2014 г. се появява във филма Град на греха: Жена, за която да убиеш. Ролята ѝ е на сервитьорката Бърта.
На 25 февруари 2015 г. чрез специално заснет промо клип Лейди Гага обявява, че ще е част от актьорския състав в петия сезон на успешния американски сериал American Horror Story, който носи името Hotel. Тя се въплъщава в една от главните героини – графиня Елизабет, която е прекрасно, но и смъртоносно създание, носител на древен кръвен вирус. За ролята си Гага е наградена със „Златен глобус“. Тя се завръща и в следващия сезон на сериала, Roanoke, но този път с по-малка роля – на древната вещица Скатах.
Онлайн платформата за филми и сериали Netflix издава документален филм за Гага, проследяващ живота ѝ по време на записването на албума ѝ „Joanne“, снимките ѝ в сериала „Зловеща семейна история“ и подготовките ѝ за шоуто на полувремето на Супербоул в периода 2016 – 2017 г. Филмът, озаглавен „Gaga: Five Foot Two“ получава предимно позитивни оценки от критиците, както и огромен брой похвали от знаменитости и фенове. Продукцията се превръща в най-обсъждания филм за 2017 година.
През 2017 г. Лейди Гага получава главната женска роля в римейк на класическата история „Роди се звезда“, режисиран от Брадли Купър, който е и в главната мъжка роля във филма. След няколко промени в датата на премиерата в началото на 2018 година, тя се случва на 5 октомври 2018 г. Филмът получава позитивни оценки от критиците и невероятен отзвук от феновете на певицата.
В последствие Гага участва в редица други кинозаглавия, сред които „Домът на Гучи“ (2021) и „Жокера: Лудост за двама“ (2024), които добиват широка популярност, но не са толкова високо оценени. Заедно с екранния си партнор от продължението на „Жокера“, Хоакин Финикс, през 2025 г. печели Златна малинка за най-лоша екранна двойка.

## Дискография

### Самостоятелни студийни албуми
- The Fame (2008) („Славата“)
- The Fame Monster (2009)
- Born This Way (2011) („Родена по този начин“)
- ARTPOP (2013) („АРТПОП“)
- Joanne (2016) („Джоан“)
- Chromatica (2020) („Хроматика“)
- MAYHEM (2025) („Хаос“)

### Дуетни студийни албуми
- Cheek to Cheek, с Тони Бенет (2014) („Ръка за ръка“)
- Love for Sale, с Тони Бенет (2021) („Любов за продан“)

### Саундтрак
- A Star Is Born (с Брадли Купър) (2018) („Роди се звезда“)
- Top Gun: Maverick (с Лорн Балф, Харолд Фалтермейер и Ханс Цимер) (2022) („Топ Гън: Маверик“)
- Harlequin (2024) („Арлекин“)
- Joker: Folie à Deux (с Хоакин Финикс) (2024) („Жокера: Лудост за двама“)

### Ремикс и компилации
- The Remix (2010)
- The Singles (2010)
- Born This Way: The Remix (2011)
- Born This Way: The Collection (2011)
- Dawn of Chromatica (2021)

### Преиздавания и EP
- The Cherrytree Sessions (2009)
- Hitmixes (2009)
- The Fame Monster („Славата-чудовище“) (2009)
- A Very Gaga Holiday („Празник в стил „Гага“) (2011)
- Live from the Apollo (as Broadcast on SiriusXM) („На живо от зала „Аполо“, излъчено по SiriusXM“) (2019)
- Born This Way The Tenth Anniversary („Родена по този начин: Десетата годишнина“) (2021)

### Сингли
- Just Dance („Просто танцувай“) (2009)
- Poker Face („Безизразно лице“) (2009)
- Eh, Eh (Nothing Else I Can Say) („Е, e! (Нищо друго не мога да кажа)“) (2009)
- LoveGame („Любовна игра“) (2009)
- Paparazzi („Папараци“) (2009)
- Bad Romance („Лош романс“) (2009)
- Telephone, с Бионсе („Телефон“) (2010)
- Alejandro („Алехандро“) (2010)
- Dance in the Dark („Танц в мрака“) (2010)
- Born This Way („Родена по този начин“) (2011)
- Judas („Юда“) (2011)
- The Edge of Glory („Ръбът на славата“) (2011)
- Yoü and I („Ти и аз“) (2011)
- The Lady Is a Tramp, с Тони Бенет („Дамата е уличница“) (2011)
- Marry the Night („Омъжи се за нощта“) (2011)
- Applause („Аплодисменти“) (2013)
- Do What U Want, с Ар Кели („Прави каквото искаш“) (2013)
- G.U.Y. („Момичето под теб“) (2014)
- Anything Goes, с Тони Бенет („Всичко се променя“) (2014)
- I Can't Give You Anything but Love, с Тони Бенет („Не мога да ти дам нищо, освен любов“) (2014)
- Til It Happens to You („Докато не се случи на теб“) (2015)
- Perfect Illusion („Съвършена илюзия“) (2016)
- Million Reasons („Милион причини“) (2016)
- The Cure („Лекът“) (2017)
- Joanne („Джоан“) (2017)
- Shallow, с Брадли Купър („Плитчини“) (2018)
- Always Remember Us This Way („Винаги ще ни помня така“) (2018)
- I'll Never Love Again („Няма да обичам вече“) (2019)
- Stupid Love („Глупава любов“) (2020)
- Rain on Me, с Ариана Гранде („Излей го върху мен“) (2020)
- 911 (2020)
- Free Woman („Свободна жена“) (2021)
- I Get a Kick Out of You, с Тони Бенет („Караш ме да се вълнувам“) (2021)
- Love for Sale, с Тони Бенет („Любов за продан“) (2021)
- Hold My Hand (2022) („Дръж ми ръката“)
- Bloody Mary (2022) („Кървавата Мери“)
- Die with a Smile, с Бруно Марс (2024) („Да си отида с усмивка“)
- Disease (2024) („Болест“)
- Abracadabra (2025) („Абракадабра“)

### Промо сингли
- Beautiful, Dirty, Rich („Красив, мръсен, богат“) (2008)
- Vanity („Суета“) (2008)
- Christmas Tree („Коледно дърво“) (2008)
- Hair („Коса“) (2011)
- Venus („Венера“) (2013)
- Dope („Наркотик“) (2013)
- Winter Wonderland, с Тони Бенет („Зимна приказка“) (2014)
- A-Yo („Е-йо“) (2016)
- Your Song („Твоята песен“) (кавър на Елтън Джон) (2018)
- Sour Candy, с BLACKPINK („Кисел бонбон“) (2020)

## Видеография

### Видеоклипове
| Заглавие                                                  | Година | Албум              | Режисьор                             | Описание |
| --------------------------------------------------------- | ------ | ------------------ | ------------------------------------ | --- |
| Just Dance                                                | 2008   | The Fame           | Мелина Матсукас                      | Видеото е базирано на купонджийския концепт на песента. Клипът започва с Гага и нейните танцьори, които пристигат на не толкова успешно домашно парти, пускат песента и всички започват да танцуват. Във видеото участват Ейкън и Спейс Каубой. |
| Beautiful, Dirty Rich                                     | 2008   | The Fame           | Мелина Матсукас                      | Заснето в имение, видеото има две версии – едната с кадри от сериала „Dirty Sexy Money“ и другата – без. Гага и танцьорите ѝ се разхождат из сградата и танцуват в различни стаи. |
| Poker Face                                                | 2008   | The Fame           | Рей Кей                              | Видеото е заснето в частна вила и представя идеите на Гага за поп културата. Тя излиза от басейн с латексов костюм и сребърна маска, след което се присъединява към парти със стриптийз покер. |
| Eh, Eh (Nothing Else I Can Say)                           | 2009   | The Fame           | Джоузеф Кан                          | Видеото е свежо и е вдъхновено от 50-те години на ХХ век в Италия. Заснето е в ретро стил и представя живота на младежите през тези години. |
| LoveGame                                                  | 2009   | The Fame           | Джоузеф Кан                          | Видеото представя ъндърграунд живота в Ню Йорк. Гага танцува в метро станция и паркинг. Част от него е трибют към „Bad“ на Майкъл Джаксън. |
| Paparazzi                                                 | 2009   | The Fame           | Йонас Акерлунд                       | Видеото представя Гага като известна личност, която е преследвана от нахални папараци. Тя е почти убита от бившия си, но оцелява и го отравя за отмъщение. Накрая е арестувана. Видеото е вдъхновено от модната фотография и класическите филми. |
| Bad Romance                                               | 2009   | The Fame Monster   | Франсис Лоурънс                      | Видеото разказва за трафика на хора и се развива в сюреалистична бяла баня. Там е отвлечена от руски модели и е продадена на руската мафия като проститутка. В средата на видеото, тя е заобиколена от група мъже, които искат да я купят. Накрая убива клиентът си като пали леглото. Видеото е сред най-запомнящите се в цялата кариера на Гага като самата тя е възхвалена от критиците, които я поздравяват за рискования сюжет. Клипът печели няколко награди на MTV и дори Грами. |
| Telephone (с участието на Beyoncé)                        | 2010   | The Fame Monster   | Йонас Акерлунд                       | Видеото е продължение на Paparazzi и е кратък филм, който показва как Бионсе извежда Гага от затвора и отиват заедно да отмъстят на гаджето на Бионсе, но убиват всички гости на крайпътен ресторант. Опитвайки се да избягат, двете свършват в полицейска гонка. Видеото завършва с надпис „Следва продължение“, но все още не е продължено. |
| Alejandro                                                 | 2010   | The Fame Monster   | Стивън Клайн                         | Вдъхновено от любовта на Гага към гейовете, видеото показва Гага, танцуваща с войници, облечена като монахиня и в сутиен с пушки. |
| Born This Way                                             | 2011   | Born This Way      | Ник Найт                             | Гага създава нова раса в космоса, за която разква в пролога на видеото. Следват сцени с танци и Гага на трон в космоса. |
| Judas                                                     | 2011   | Born This Way      | Лориан Гибсън/Лейди Гага             | Лейди Гага се въплъщава в ролята на Мария Магдалина за това видео с библейски сюжет. Видеото представя Гага и дванадесетте апостоли в модерно време на мотори, а главният мотив е предателството на Юда. |
| The Edge Of Glory                                         | 2011   | Born This Way      | Лейди Гага                           | В контраст с предишните клипове на Гага, този е изключително прост. Гага се разхожда и танцува по тиха улица в Ню Йорк. |
| Yoü & I                                                   | 2011   | Born This Way      | Лориан Гибсън/Лейди Гага             | Видеото е заснето в Спрингфилд, Небраска и показва пътешествието на Гага до любовта. В него тя се показва като мъж и митична русалка. В него участва и годеникът ѝ, Тейлър Кини. |
| Marry The Night                                           | 2011   | Born This Way      | Лейди Гага                           | Видеото разказва историята на Гага и опитите ѝ да бъде успешен музикант. Действието се развива в клиника, студио за танци, апартамента ѝ в Ню Йорк и паркинг. |
| Applause                                                  | 2013   | ARTPOP             | Инез и Винууд                        | Видеото е вдъхновено от любовта на Гага към изкуството и включва много артистични и дори трудни за разбиране сцени – лебед с главата на Гага, голям цилиндър, от който излиза Гага и Мерилин Монро в клетка. |
| G.U.Y. – An ARTPOP Film                                   | 2014   | ARTPOP             | Лейди Гага                           | Видеото е заснето в имение в Калифорния и продължава над 11 минути. То включва три песни – ARTPOP, Venus и G.U.Y. В началото, Гага е преобразена като паднал ангел, а бизнесмени покрай нея се борят за парите, които падат наоколо и я изоставят. Тя успява да се изправи, намира помощ в замъка и се завръща за отмъщение като ги заменя с клонинги на перфектния мъж. |
| Anything Goes                                             | 2014   | Cheek to Cheek     | Никол Ърлих, Харви Уайт              | Кадри от звукозаписното студио, показващи как Гага и Тони Бенет записват песни към дуетния им албум „Cheek to Cheek“. |
| I Can't Give You Anything But Love                        | 2014   | Cheek to Cheek     | Никол Ърлих, Харви Уайт              | Кадри от звукозаписното студио, показващи как Гага и Тони Бенет записват песни към дуетния им албум „Cheek to Cheek“. |
| But Beautiful                                             | 2014   | Cheek to Cheek     | Никол Ърлих, Харви Уайт              | Кадри от звукозаписното студио, показващи как Гага и Тони Бенет записват песни към дуетния им албум „Cheek to Cheek“. |
| It Don't Mean A Thing                                     | 2014   | Cheek to Cheek     | Никол Ърлих, Харви Уайт              | Кадри от звукозаписното студио, показващи как Гага и Тони Бенет записват песни към дуетния им албум „Cheek to Cheek“. |
| Til It Happens To You                                     | 2015   | The Hunting Ground |                                      | Песента е част от саундтрака към филма „The Hunting Ground“. Видеото е черно-бяло и показва различни истории и кадри на насилие над жени. |
| Perfect Illusion                                          | 2016   | Joanne             | Рут Хогбен, Андреа Желардин          | Лейди Гага шофира из пустинята и пее пред тълпа от фенове. |
| Million Reasons                                           | 2016   | Joanne             | Рут Хогбен, Андреа Желардин          | Продължение на видеото към Perfect Illusion. Гага лежи край пътя, когато приятелите ѝ я намират и я връщат в студиото. След като я гримират, тя застава на снимачната площадка и свири на китара. |
| John Wayne                                                | 2017   | Joanne             | Йонас Акерлунд                       | Продължение на видеото към Million Reasons. Представя Гага, яздейки кон и участвайки в опасно състезание с мотоциклети. Включени са сцени на хореография под неонови прожектори и изстрели с пистолет. |
| Joanne (Where Do You Think You're Goin'?) (Piano Version) | 2018   | Joanne             |                                      | Лейди Гага свири на пиано и китара и се разхожда навън. Видеото включва черно-бели сцени от настоящето и цветни кадри, вдъхновени от 70-те години на миналия век. |
| Shallow                                                   | 2018   | A Star is Born     | Брадли Купър                         | Кадри от филма. |
| I'll Never Love Again                                     | 2018   | A Star is Born     | Брадли Купър                         | Кадри от филма. |
| Always Remember Us This Way                               | 2018   | A Star is Born     | Брадли Купър                         | Кадри от филма. |
| Look What I Found                                         | 2018   | A Star is Born     | Брадли Купър                         | Кадри от филма. |
| Stupid Love                                               | 2020   | Chromatica         | Даниел Аскил                         | Лейди Гага се бори за разбирателство между племената на измислена планета. Видеото е заснето на iPhone. |
| Rain on Me                                                | 2020   | Chromatica         | Робърт Родригез                      | Гага и Ариана Гранде танцуват в древна арена и на фона на град от измислената планета Хроматика, докато вали дъжд. |
| 911                                                       | 2020   | Chromatica         | Тарсем Синг                          | Гага халюцинира след като участва в пътен инцидент. |
| Hold My Hand                                              | 2022   | Top Gun: Maverick  | Джоузеф Косински                     | Лейди Гага свири на пиано, докато самолет кръжи в небето над нея. Включени са и кадри от филма. |
| Die with a Smile                                          | 2024   | MAYHEM             | Бруно Марс Даниел Рамос              | Гага и Бруно Марс изпълняват песента в зала, напомняща на телевизионно студио от 70-те. Гага седи зад пианото с цигара в ръка, докато Марс е изправен и свири на китара. Заобиколени са от манекени вместо публика. |
| Disease                                                   | 2024   | MAYHEM             | Тану Муино                           | Видеото представя Гага на локация, наподобяваща американските предградия, която се среща с различни версии на себе си. |
| Abracadabra                                               | 2025   | MAYHEM             | Лейди Гага Парис Гобъл Бетъни Варгас | Наподобяващо проектите от ранните години на кариерата на певицата, видеото е с тъмна тематика и изпълнено с хореография и екстравагантни визии. |

### Видео клипове като гост-изпълнител
| Видеоклип               | Премиера | Партньор                               | Режисьор                  |
| ----------------------- | -------- | -------------------------------------- | ------------------------- |
| Don't Give Up           | 2009     | Нейтън Фераро                          | Неизвестен                |
| Chillin'                | 2009     | Уейл                                   | Крис Робинсън             |
| Video Phone             | 2009     | Бионсе                                 | Хайп Уилямс               |
| 3-Way (The Golden Rule) | 2011     | The Lonely Island и Джъстин Тимбърлейк | Акива Шафър Джорма Таконе |
| The Lady Is A Tramp     | 2011     | Тони Бенет                             | Лий Музикер Ънжу Муун     |

### Видео албуми
| Заглавие                                                           | Година |
| ------------------------------------------------------------------ | ------ |
| Lady Gaga Presents The Monster Ball Tour: At Madison Square Garden | 2011   |
| Tony Bennett and Lady Gaga: Cheek to Cheek Live!                   | 2014   |

### Филми
| Заглавие                               | Година | Роля             |
| -------------------------------------- | ------ | ---------------- |
| Katy Perry: Част от мен                | 2012   | Себе си          |
| Мачете убива                           | 2013   | Хамелеон         |
| Мъпетите 2                             | 2014   | Себе си          |
| Град на греха: Жена, за която да убиеш | 2014   | Бърта            |
| Гага: Метър и половина                 | 2017   | Себе си          |
| Роди се звезда                         | 2018   | Али              |
| Домът на Гучи                          | 2021   | Патриция Реджани |
| Жокера: Лудост за двама                | 2024   | Харли Куин       |

### Телевизия
| Заглавие                         | Година      | Роля               | Канал         | Забележка                     |
| -------------------------------- | ----------- | ------------------ | ------------- | ----------------------------- |
| Семейство Сопрано                | 2001        | Ученичка           | HBO           | Сезон 3, Епизод 9             |
| Boiling Points                   | 2005        | Себе си            | MTV           | Преди да стане известна       |
| Клюкарката                       | 2009        | Себе си            | CW            | Сезон 3, Епизод 10            |
| American Idol                    | 2011        | Ментор             | Fox           | Сезон 10                      |
| So You Think You Can Dance       | 2011        | Гост-съдия         | Fox           | Сезон 8, Епизод 3             |
| A Very Gaga Thanksgiving         | 2011        | Себе си            | Ей Би Си      |                               |
| Семейство Симпсън                | 2012        | Себе си            | Fox           | Сезон 23, Епизод 22           |
| Лейди Гага и Мъпетите            | 2013        | Себе си            | Ей Би Си      |                               |
| Зловеща семейна история: Хотел   | 2015 – 2016 | Елизабет           | FX            | Сезон 5, всички епизоди       |
| Зловеща семейна история: Роаноук | 2016        | Скатах             | FX            | Сезон 6, второстепенна роля   |
| Драг надпреварата на РуПол       | 2017        | Себе си/Гост-съдия | VH1           | Премиерен епизод на 9-и сезон |
| The Defiant Ones                 | 2017        | Себе си            | HBO           |                               |
| Един свят: Заедно у дома         | 2020        | Себе си            | NBC, CBS, ABC |                               |
| The Me You Can't See             | 2021        | Себе си            | Apple TV+     |                               |
| Приятели: Отново заедно          | 2021        | Себе си            | HBO           |                               |

## Турнета и концерти

### Турнета
- The Fame Ball (2009)
- The Monster Ball (2009 – 2011)
- The Born This Way Ball (2012 – 2013)
- artRAVE: The ARTPOP Ball (2014)
- Cheek To Cheek Tour (съвместно с Тони Бенет) (2014 – 2015)
- Joanne World Tour (2017 – 2018)
- The Chromatica Ball (2022)
- The MAYHEM Ball (2025)

### Концерти
- Gaga Sydney Monster Hall (2011)
- ArtRave (премиера на „ARTPOP“ в Ню Йорк) (2013)
- Lady Gaga Live at Roseland Ballroom (финалните концерти в Roseland Ballroom, Ню Йорк) (2014)
- Dive Bar Tour (2016)
- Enigma + Jazz & Piano (серия концерти в Лас Вегас) (2018 – 2022)

## Продукти

### Аромати
- FAME (от англ. „Слава“) (2012) – първият черен парфюм, съчетаващ в себе си ароматите на мед, шафран, тигрова орхидея, праскова, тамян и екстракт от беладона. Това е един от най-масово купуваните парфюми за 2012 г. и вторият най-продаван парфюм на знаменитост. Продадени са над 30 милиона бутилки за над 1.6 милиарда долара.
- Eau de Gaga (от фр. „Вода от Гага“) (2014) – унисекс аромат, съчетаващ бяла теменужка, лайм и кожа. Създаден за приключенската жена и мъжа, който я обича. Получава бегла реклама поради нежеланието на Гага да рекламира парфюми и да „служи като начин за изкарване на пари“.

### Книги
- Lady Gaga X Terry Richardson (2011) е фотокнига на Лейди Гага и Тери Ричардсън, издадена през ноември 2011 г. Снимките са заснети през 46 дни от август 2010 г. до май 2011 г. Въпреки че за книгата са заснети над 100 000 кадъра, в нея са публикувани само малко над 360.

### Електронни
- „Heartbeats“ 1.0 (2009) са слушалки на Beats by Dre с високо качество на звуково възпроизвеждане, по дизайн на Лейди Гага. В продажба са от октомври 2009 г. в три различни цвята: черен, бял и червен.
- „Heartbeats“ 2.0 (2011) са слушалки на Beats by Dre с високо качество на звуково произвеждане, по дизайн на Лейди Гага. Издадени са в подкрепа на албума „Born This Way“ през 2011 г. в четири различни цвята: черен, бял със златни орнаменти, бял с жълти орнаменти и червен.
- Polaroid „Grey Label“ е плод на партньорството между Лейди Гага и Polaroid, включващ колекция от модерни електронни устройства за снимки. „GL10 Instant Mobile Printer“ е мобилен принтер, който се свърза към мобилни устройства (не работи с устройства на Apple), чрез bluetooth. „GL20 Camera Glasses“ са вдъхновени от iPod LCD Glasses" и са очила, които заснемат клипове и снимки. Поради модерния им дизайн, могат да бъдат носени на обществени места. Чрез връзка с компютър, снимките могат да бъдат сваляни. Очилата осъществяват връзка и с мобилния принтер „GL10“.

### Социална мрежа
Little Monsters (в превод „малки чудовища“) е социална мрежа, основана от Лейди Гага, в сътрудничество с компанията Backplane. Сайтът е създаден за по-лесна комуникация между феновете на изпълнителката. През 2010 г. Лейди Гага е на посещение в централата на Sony, където вижда реклама за социалните мрежи. Тогава ѝ хрумва идеята да създаде такава за своите фенове. Така, заедно с тогавашния си мениджър, основава компанията Backplane, която започва работа по бъдещия уебсайт. През май 2011 г. е публикувана начална страница, която позволява на феновете да се регистрират или да се свържат с акаунта си във Facebook. Първите, които са го направили, и други, избрани лично от екипа на Гага, получават първите 1000 покани за бета версията на уебсайта през февруари 2012 г. Сайтът е официално основан през юли 2012 г. През 2013 г. Лейди Гага избира свой талантлив фен-художник, който да изработи емотикони за уебсайта. През същата година вдъхновените от звездата емоджита са пуснати в сайта, където всички „малки чудовища“ да могат да ги използват.